# Glyn Johns
Glyn Thomas Johns (Epsom, Surrey, Inglaterra, 15 de febrero de 1942) es un músico, ingeniero de sonido y productor musical británico.

## Biografía
Johns ha trabajado con una larga lista de artistas y grupos, entre los que destacan Led Zeppelin, The Rolling Stones, The Who, Eagles, Bob Dylan, Linda Ronstadt, The Band, Eric Clapton, The Clash, The Beatles (material no editado), Ryan Adams, The Steve Miller Band, Small Faces, Spooky Tooth, The Easybeats, The Ozark Mountain Daredevils, Blue Öyster Cult, Emmylou Harris, Midnight Oil, New Model Army, Belly, Joe Satriani, Ronnie Lane, Rod Stewart, Joan Armatrading, Buckacre, Gallagher and Lyle, Georgie Fame, Family, Helen Watson, Fairport Convention y Humble Pie, entre otros.
En la década de 1960, mientras estaba vinculado a la banda británica The Presidents, John comenzó a trabajar como ingeniero de sonido en los IBC Studios de Portland Place, Londres. En 1969, Johns fue llamado para producir las cintas que The Beatles habían grabado durante las sesiones de Get Back. Johns recopiló varias versiones del álbum que fueron finalmente rechazadas por el grupo, antes de que el proyecto fuese llevado por Phil Spector. La versión de Spector se convirtió en el álbum final, titulado como Let It Be.
En 1971, grabó y mezcló el álbum de The Who Who's Next. Su influencia en el álbum de The Faces A Nod Is as Good as a Wink... to a Blind Horse, que coprodujo junto al grupo, se pudo medir por el mensaje que el grupo le otorgó en los créditos: «Gracias, Glyn, hiciste toda la diferencia». El trabajo como productor de Johns disminuyó durante la década de 1980, a pesar de comprometerse con grupos como Midnight Oil, Nanci Griffith y Belly.
En 2011, después de un par de décadas alejado de la producción, John trabajó con Ryan Adams en su álbum Ashes & Fire. En febrero de 2012, Johns comenzó a trabajar en el álbum de Band of Horses Mirage Rock. En abril de 2012, Johns entró a formar parte del Salón de la Fama del Rock and Roll en Cleveland.
Johns desarrolló un enfoque único para el registro de las baterías, caracterizado por una disposición de los micrófonos inusual. La clave para el método era mantener ambos micrófonos elevados y equidistantes con respecto al centro del tambor. Desde su desarrollo, este método ha sido utilizado constantemente en las grabaciones profesionales.
En 2014, Johns publicó Sound Man, una autobiografía publicada por Blue Rider Press.

## Vida personal
Glyn Johns es padre de Ethan Johns y de Andy Johns. Ethan también desarrolló una carrera como productor musical y ha trabajado con artistas como Ryan Adams, Paul McCartney, Laura Marling, Ray LaMontagne y Kings of Leon, mientras que Andy ha producido discos de The Rolling Stones, Led Zeppelin y Jimi Hendrix.

## Discografía
Álbumes producidos
- Steve Miller Band – Children of the Future, 1968
- Steve Miller Band – Sailor, 1968
- Led Zeppelin – Led Zeppelin, 1969
- Family – Family Entertainment, 1969
- Steve Miller Band – Brave New World, 1969
- Steve Miller Band – Your Saving Grace, 1969
- Humble Pie – Humble Pie, 1970
- The Rolling Stones – Get Yer Ya-Ya's Out! The Rolling Stones in Concert, 1970
- The Who – Who's Next, 1971
- Faces – A Nod Is as Good as a Wink... to a Blind Horse, 1971
- Boz Scaggs – Moments, 1971
- Humble Pie – Rock On, 1971
- Boz Scaggs – Boz Scaggs & Band, 1971
- Eagles – Eagles, 1972
- The Ozark Mountain Daredevils – The Ozark Mountain Daredevils, 1973
- Eagles – Desperado, 1973
- Gallagher & Lyle – The Last Cowboy, 1974
- Georgie Fame – Georgie Fame, 1974
- Andy Fairweather Low – La Booga Rooga, 1975
- The Who – The Who By Numbers, 1975
- Fairport Convention – Rising for the Moon, 1975
- Ron Wood & Ronnie Lane – Mahoney's Last Stand, 1976
- Joan Armatrading – Joan Armatrading, 1976
- Andy Fairweather Low – Be Bop 'N' Holla, 1976
- Eric Clapton – Slowhand – 1977
- Pete Townshend & Ronnie Lane – Rough Mix, 1977
- Joan Armatrading – Show Some Emotion, 1977
- The Who – Who Are You, 1978
- Joan Armatrading – To the Limit, 1978
- White Mansions – 1978
- Eric Clapton – Backless, 1978
- Marc Benno – Lost in Austin, 1979
- Midnight Oil – Place Without a Postcard, 1981
- Nine Below Zero – Don't Point Your Finger, 1981
- The Clash – Combat Rock, 1982
- The Who – It's Hard, 1982
- Joan Armatrading – Track Record, 1983
- Bob Dylan – Real Live, 1984
- Téléphone – Un Autre Monde, 1984
- New Model Army – The Ghost of Cain, 1986
- John Hiatt – Slow Turning, 1988
- Stevie Nicks – Street Angel, 1994
- Crosby, Stills & Nash – After the Storm, (1994)
- Belly – King (1995)
- Linda Ronstadt – We Ran, 1998
- Ryan Adams – Ashes & Fire, 2011
- Band of Horses – Mirage Rock, 2012
- The Staves – Dead & Born & Grown, 2012
- Eric Clapton – "I Still Do", 2016